# Vittorio Algeri

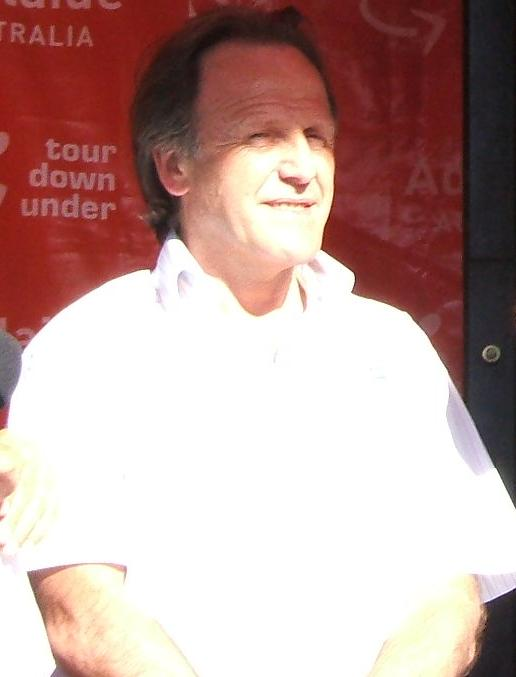
Vittorio Algeri (2009)

Vittorio Algeri (* 3. Januar 1953 in Torre de’ Roveri) ist ein ehemaliger italienischer Radrennfahrer und heutiger Sportlicher Leiter.

## Sportliche Laufbahn
1976 startete Vittorio Algeri bei den Olympischen Spielen in Montreal und belegte im olympischen Straßenrennen Rang acht. Im selben Jahr wurde er italienischer Meister im Straßenrennen der Amateure und gewann die Settimana Ciclistica Lombarda in der Amateurklasse, bei der er im Jahr zuvor schon Zweiter geworden war. 1975 war Algeri auch am Start der Internationalen Friedensfahrt und belegte den 30 Rang im Gesamtklassement.
1977 wurde Algeri Profi und entwickelte sich zum Allrounder auf Bahn und Straße. Sein Start im neuen Metier verlief mit einem Etappensieg bei der Belgien-Rundfahrt erfolgreich. 1980 wurde er italienischer Meister im Punktefahren. Auf der Straße wurde Vittorio Algeri 1977 hinter Bernard Hinault Zweiter bei Gent–Wevelgem und gewann 1984 die Coppa Bernocchi, die gleichzeitig als italienische Straßenmeisterschaft gewertet wurde. Achtmal startete er beim Giro d’Italia, seine beste Platzierung war Rang 14 im Jahr 1977. 1978 gewann er eine Etappe. In seiner Laufbahn als Berufsfahrer verzeichnete er insgesamt 10 Siege.

## Berufliches
Nach seinem Rücktritt vom aktiven Radsport im Jahre 1987 arbeitete Algeri als Sportlicher Leiter, u. a. beim Team Milram und Domina Vacanze. Seit 2012 ist er beim neuen australischen Team GreenEdge Cycling Team tätig.

## Persönliches
Vittorio Algeri ist der jüngere Bruder des ehemaligen Radrennfahrers Pietro Algeri.